# امامزاده اوخلی بابا
امامزاده اوخلی بابا مربوط به دوره ایلخانی - دوره صفوی است و در شهرستان مشگین‌شهر، بخش مرکزی، دهستان آلنی، روستای آلنی واقع شده و این اثر در تاریخ ۲۸ اسفند ۱۳۸۵ با شمارهٔ ثبت ۱۹۰۳۲ به‌عنوان یکی از آثار ملی ایران به ثبت رسیده است.